# (73055) 2002 FG
(73055) 2002 FG – planetoida z pasa głównego asteroid okrążająca Słońce w ciągu 4,58 lat w średniej odległości 2,76 j.a. Odkryta 16 marca 2002 roku.